# Late Night Feelings (album)
Late Night Feelings è il quinto album in studio del produttore discografico britannico Mark Ronson, pubblicato nel 2019.

## Tracce
Credits adapted from liner notes.
1. Late Night Prelude – 1:29 (Mark Ronson, Ilsey Juber, Lykke Li Zachrisson, Stephen Kozmeniuk) – Ronson, Picard Brothers
2. Late Night Feelings (featuring Lykke Li) – 4:11 (Ronson, Juber, Zachrisson, Kozmeniuk) – Ronson, Picard Brothers, Honorable C.N.O.T.E., Jr Blender
3. Find U Again (featuring Camila Cabello) – 2:56 (Kevin Parker, Ronson, Cabello, Juber)
4. Pieces of Us (featuring King Princess) – 3:26 (Mikaela Straus, Ronson)
5. Knock Knock Knock (featuring Yebba) – 1:31 (Abbey Smith, Nick Movshon, Homer Steinweiss)
6. Don't Leave Me Lonely (featuring Yebba) – 3:36 (Ronson, Smith, Andrew Wyatt, Victor Axelrod, Maxime Picard, Clément Picard) – Ronson, Jae5, Picard Brothers, P2J, Tom Elmhirst, Brandon Bost
7. When U Went Away (featuring Yebba) – 1:57 (Smith, Wyatt, Movshon, Steinweiss)
8. Truth (featuring Alicia Keys & The Last Artful, Dodgr) – 3:48 (Ronson, Thomas Brenneck, Movshon, Alana Chenevert, Diana Gordon, Juber) – Ronson, Honorable C.N.O.T.E.
9. Nothing Breaks like a Heart (featuring Miley Cyrus) – 3:38 (Ronson, Cyrus, Juber, Brenneck, M. Picard, C. Picard, Conor Rayne Szymanski)
10. True Blue (featuring Angel Olsen) – 5:48 (Olsen, Ronson)
11. Why Hide (featuring Diana Gordon) – 4:19 (Ronson, Leon Michaels, Gordon, Romy Madley Croft, Steinweiss, Movshon)
12. 2 AM (featuring Lykke Li) – 3:18 (Juber, Brenneck, Ronson, Zachrisson)
13. Spinning (featuring Ilsey) – 3:09 (Ronson, Juber, Zachrisson, Kozmeniuk)